# Honey (film, 1930)
Pour les articles homonymes, voir Honey.
Pour plus de détails, voir Fiche technique et Distribution.
Honey est un film américain réalisé par Wesley Ruggles, sorti en 1930.

## Fiche technique
- Titre : Honey
- Réalisation : Wesley Ruggles
- Scénario : Herman J. Mankiewicz d'après la pièce de A.E. Thomas et Come Out of the Kitchen! de Alice Duer Miller
- Photographie : Henry W. Gerrard
- Société de production : Paramount Pictures
- Pays d'origine : États-Unis
- Format : Noir et blanc - Mono
- Genre : comédie
- Date de sortie : 1930

## Distribution
- Nancy Carroll : Olivia Dangerfield
- Harry Green : J. William Burnstein
- Lillian Roth : Cora Falkner
- Richard 'Skeets' Gallagher : Charles Dangerfield
- Stanley Smith : Burton Crane
- Mitzi Green : Doris
- Zasu Pitts : Mayme
- Jobyna Howland : Mrs Falkner
- Charles Sellon : Randolph Weeks
- Louise Beavers (non créditée)
- Clarence Muse (non crédité)